# Pulu Panjang
Pulu Panjang is een bestuurslaag in het regentschap Oost-Soemba van de provincie Oost-Nusa Tenggara, Indonesië. Pulu Panjang telt 1104 inwoners (volkstelling 2010).